# Le Vieux-Liège
 (août 2023).
Le Vieux-Liège est une association liégeoise fondée le 20 février 1894 ayant pour but « l'étude du passé historique et artistique ainsi que des beautés naturelles du pays de Liège et leur sauvegarde, par des promenades, excursions et voyages, conférences, cours et toutes démarches éventuelles ». Elle a son siège au no 69 de la rue Hors-Château.

## Historique
La société fondée le 20 février 1894 sous le titre « Les Amis du Vieux-Liège », et constituée en association sans but lucratif le 16 avril 1926 sous la dénomination « Le Vieux-Liège », est intitulée à partir du 28 décembre 1945 « Association sans but lucratif Le Vieux-Liège (société royale) ».

## Publications

### Bulletin
L'association publie trimestriellement depuis janvier 1932 le « bulletin de la société royale Le Vieux-Liège ». Cependant, en raison de la Seconde Guerre mondiale, le bulletin n'a pas paru de 1941 à 1945.
- Tome 1 : années 1932-1935 – bulletins 1 à 30 (30 numéros – 479 pages, avec index)
- Tome 2 : années 1936-1939 – bulletins 31 à 61 (31 numéros – 493 pages, avec index)
- Tome 3 : années 1940-1950 – bulletins 62 à 90 (29 numéros – 512 pages, avec index)
- Tome 4 : années 1951-1955 – bulletins 91 à 111 (21 numéros – 562 pages, avec index)
- Tome 5 : années 1956-1960 – bulletins 112 à 131 (20 numéros – 573 pages, avec index)
- Tome 6 : années 1961-1965 – bulletins 132 à 151 (20 numéros – 577 pages, avec index)
- Tome 7 : années 1966-1970 – bulletins 152 à 171 (20 numéros – 555 pages, avec index)
- Tome 8 : années 1971-1975 – bulletins 172 à 191 (20 numéros – 575 pages, avec index)
- Tome 9 : années 1976-1980 – bulletins 192 à 211 (20 numéros – 682 pages, avec index)
- Tome 10 : années 1981-1984 – bulletins 212 à 227 (16 numéros – 608 pages, avec index)
- Tome 11 : années 1985-1989 – bulletins 228 à 247 (20 numéros – 614 pages, avec index)
- Tome 12 : années 1990-1993 – bulletins 248 à 263 (16 numéros – 562 pages, avec index)
- Tome 13 : années 1994-1999 – bulletins 264 à 287 (24 numéros – 928 pages)
- Tome 14 : années 2000-2005 – bulletins 288 à 311 (24 numéros – 716 pages)
- Tome 15 : années 2006-2010 – bulletins 312 à 331 (20 numéros – 594 pages)
- Tome 16 : années 2011-2014 – bulletins 332 à 347 (15 numéros – 488 pages)
- Tome 17 : années 2015-

### Chronique
L'association en collaboration avec l'asbl « SOS Mémoire de Liège » publie depuis 1936 la « Chronique »  dont le but est d'informer les membres sur la vie et les activités de l'association.

### Feuillets archéologiques
L'association publie également, de manière non périodique, des feuillets archéologiques. Ceux-ci se présentent sous forme de guide de visites des principaux monuments liégeois.

### Ancienne publication
Le bulletin a succédé au journal « Le Vieux-Liège » publié de 1895 à 1897 au format in-plano regroupant 111 numéros. Ensuite, au format in-quarto, de 1898 à 1905 sous les numéros 1 à 211 et de 1921 à 1931 sous les numéros 212 à 339.
Enfin, de janvier 1945 à juin 1946, ont été publiés 9 numéros de la « feuille bimestrielle d’information et de documentation Le Vieux-Liège » au format in-quarto.